# Kánó
Kánó ist eine ungarische Gemeinde im Kreis Putnok im Komitat Borsod-Abaúj-Zemplén.

## Geografische Lage
Kánó liegt in Nordungarn, 39 Kilometer nordwestlich des Komitatssitzes Miskolc und 19 Kilometer nordöstlich der Kreisstadt Putnok. Nachbargemeinden sind Égerszög, Felsőtelekes Imola und Szőlősardó. Die nächstgelegene Stadt Szendrő befindet sich 10 Kilometer südöstlich.

## Geschichte
Im Jahr 1907 gab es in der damaligen Kleingemeinde 73 Häuser und 358 Einwohner auf einer Fläche von 2390 Katastraljochen. Kánó gehörte zur damaligen Zeit zum Bezirk Tornalja im Komitat Gömör és Kis-Hont.

## Sehenswürdigkeiten
- Reformierte Kirche, erbaut 1804 im spätbarocken Stil, 1886 wurde der Turm hinzugefügt, 1929 renoviert

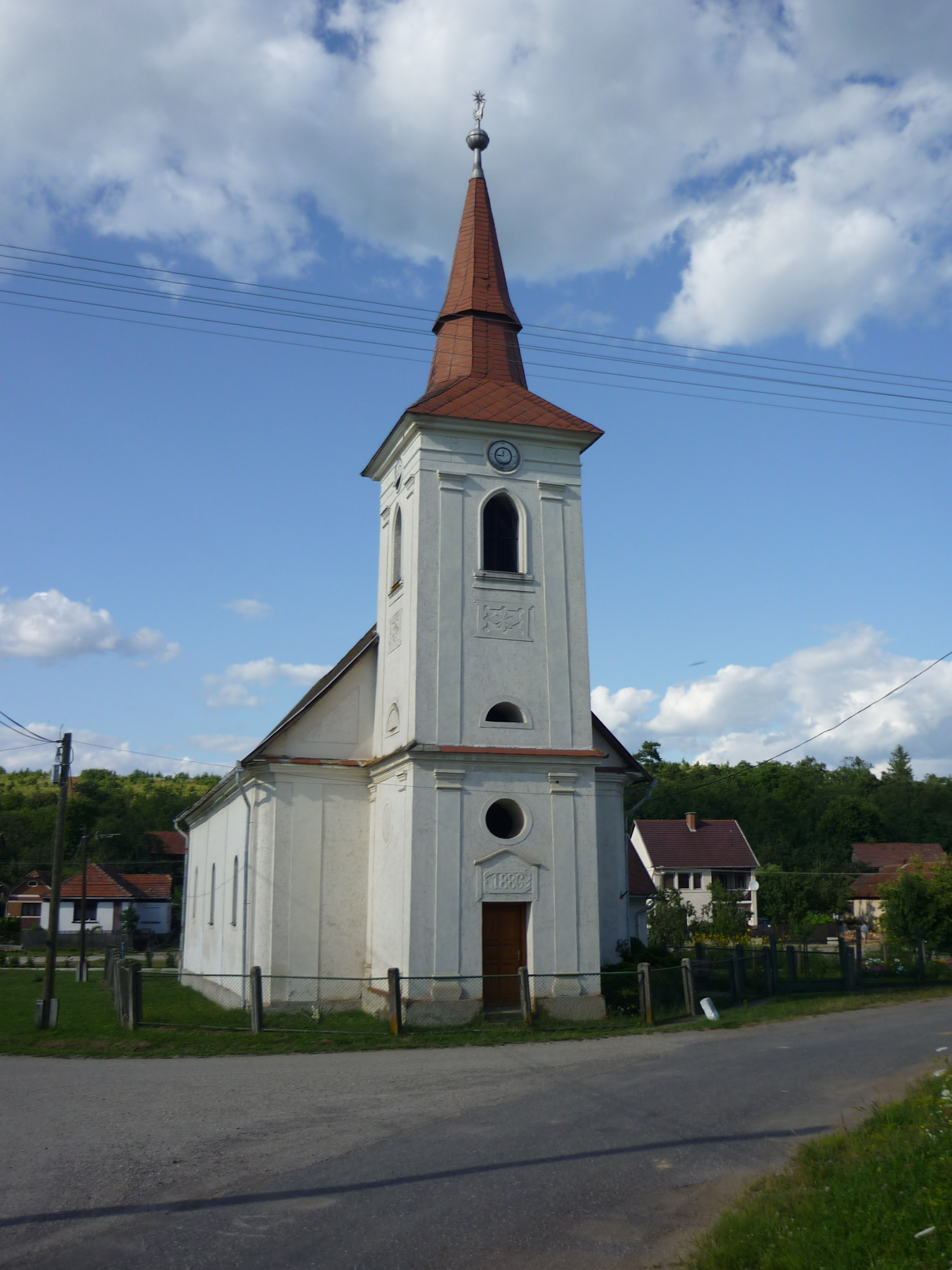
Reformierte Kirche in Kánó

## Verkehr
Durch Kánó verläuft die Landstraße Nr. 2607. Es bestehen Busverbindungen über Felsőtelekes nach Rudabánya. Der nächstgelegene Bahnhof befindet sich in Szendrő.